# Anna de Wall

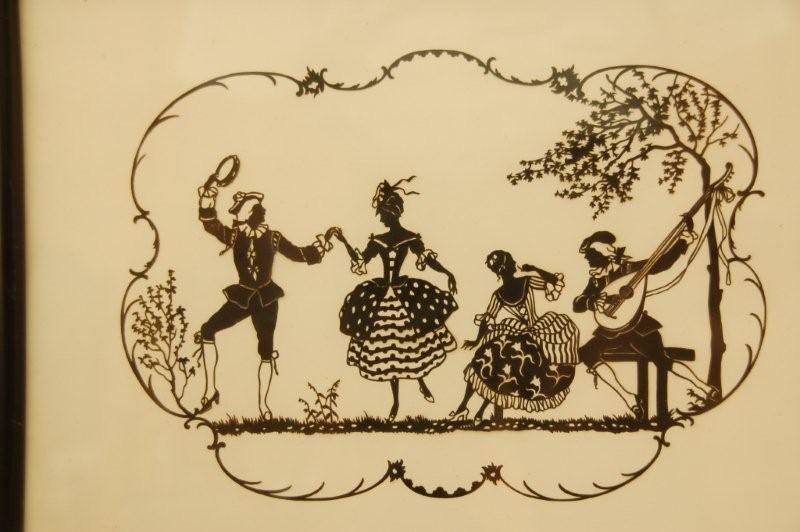
Scherenschnitt „Tanz“

Anna de Wall (* 1899 in Großefehn; † 1945 ebenda) war eine deutsche Scherenschnitt-Künstlerin.

## Leben
De Wall wurde als Tochter einer Kapitänsfamilie geboren. Sie verbrachte die ersten Lebensjahre mit ihren Eltern auf dem Schiff und umsegelte die Welt. Im Alter von sechs Jahren wurde de Wall nach chirurgischem Eingriff am Rücken querschnittgelähmt und nutzte von da an einen Rollstuhl. Sie ging einem Kunststudium in Berlin nach und besuchte eine Mal- und Zeichenanstalt. Ihr besonderes Interesse galt dem Scherenschnitt.
Sie lebte danach mit ihrer Mutter in Großefehn. Nach dem Tod der Mutter ernährte sie sich durch ihre Arbeit als Künstlerin. Ihre feingliedrigen und virtuos geschnittenen Illustrationen zu literarischen und biblischen Themen erschienen bei Verlagen in Hamburg, Oldenburg, Berlin und Leipzig. Sie heiratete 1945 einen ebenfalls querschnittsgelähmten Mann in Großefehn. Im gleichen Jahr erlitt sie bei einem Brandunfall schwere Verletzungen und starb.

## Werke
- Illustrationen zum Oldenburgischen Hauskalender, 1922–1927
- Der Erlöser. Zwölf Scherenschnitte aus Passion unseres Heilands, mit Scherenschnitten von Anna de Wall, Leipzig/Hamburg Gustav Schloeßmanns Verlagsbuchhandlung 1925
- Kurt Schumann: Das notreiche Jahr. Mit Buchschmuck von Anna de Wall, Gustav Schloeßmann Verlagsbuchhandlung, Leipzig / Hamburg 1926
- Illustrationen zum Ostfriesischer Hauskalender, 1927–1933
- Harry Wolff: Ut Dag un Drom: Een buntet Book, mit Scherenschnitten von Anna de Wall, Niedersächsische Verlagsgesellschaft, Bremen 1931
- Illustrationen in Ostfriesische Nachrichten, 1942, 1943

## Ausstellungen
- 2006, Rathaus Großefehn
- 2008, Ostgroßefehn